# Benifairó de les Valls
Benifairó de les Valls, en valencien et officiellement (Benifairó de los Valles en castillan), est une commune d'Espagne de la province de Valence dans la Communauté valencienne. Elle est située dans la comarque du Camp de Morvedre et dans la zone à prédominance linguistique valencienne.

## Géographie

Localisation de Benifairó de les Valls
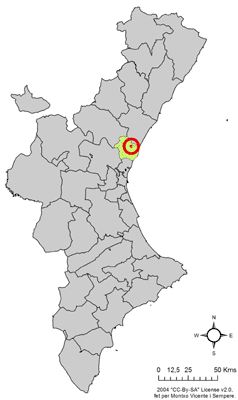
dans la Communauté valencienne.
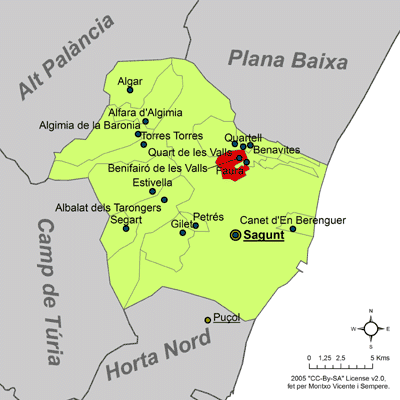
dans la comarque du Camp de Morvedre.

Situé dans l’ancienne comarque de Vall de Sego, le territoire de la commune est drainé par le Ravin de la Rodana. Il est occupé à l’est par une plaine et à l’ouest par les monts de la Romeu. Les principaux sommets sont la Rodana (194 m), l’Eixeve (339 m) et le  Pic de la Creu (346 m).
Le village se trouve dans la plaine et forme une seule agglomération urbaine avec la ville de Faura.
Le climat y est de type méditerranéen. Le vent d’est est le plus fréquent, il apporte la pluie en automne et au printemps. Les terres non cultivées sont occupées par les pins, le romarin et le chêne kermès.

### Communes limitrophes
|         | Quartell Quart de les Valls |       |
| Sagonte | Benifairó de les Valls      | Faura |
|         | Sagonte                     |       |

### Transports
On accède à l’agglomération Faura- Benifairó par la route CV-320. Celle-ci communique avec la N-340 et l’autoroute A-7 en direction de Valence-Castellón de la Plana et avec l’A-23 en direction de Teruel.

## Histoire
Le village est d’origine musulmane mais son histoire reste mal connue. Il est sans doute le fruit de la réunion de plusieurs fermes (alquerías) et hameaux voisins. Du début de la reconquête catholique jusqu’au XVIe siècle il a été la propriété des Vives de Canyamars. Il fut doté de remparts dès l’époque Al-Andalus mais il n’en reste que quelques vestiges, aujourd’hui englobés dans des édifices anciens.
Après l’expulsion des Maures en 1609, le village s’est trouvé vidé de sa population. D’après la Carta Puebla du 28 décembre 1610 c’est Juan de Alpuente, baron de Benifairo, qui entama le repeuplement. Les Vives de Cañamars en eurent ensuite la charge jusqu’à la suppression des seigneuries en 1814. Au cours du XIXe siècle ils ajoutèrent à leur territoire les domaines de Quémalo, des Frares et de la Garrofera. En 1884 Benifairó fusionna avec le village voisin de Faura pour former une nouvelle entité nommée « Villa de la Union ». Celle-ci fut dissoute en 1906 et le village retrouva son autonomie.

## Démographie
Le recensement de Jerónimo Muñoz (1565-1572) attribue environ 112 habitants à Benifairó. Quelques années avant l’expulsion des Maures il comptait avec Santa Coloma, Els Fraes et Garrofera 380 habitations mauresques. Au milieu du XIXe siècle la population s’élevait à 766 habitants, en 1960 elle était passée à 1514. Cet accroissement a continué jusqu’à la fin des années 1970. Le recensement de 1994 indique une population de 2010 habitants.

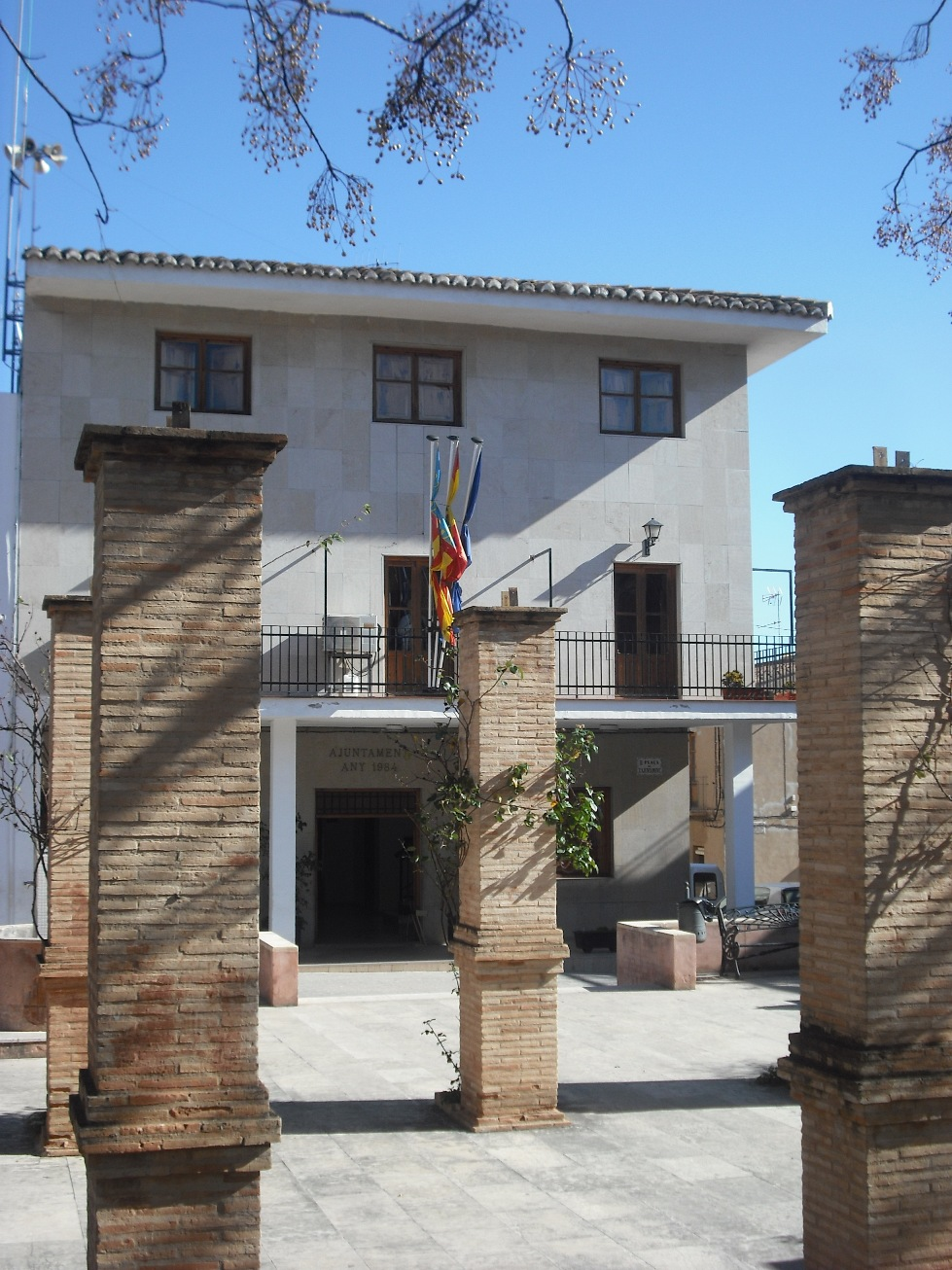
Hôtel de ville de Benifairó.

| 1990  | 1992  | 1994  | 1996  | 1998  | 2000  | 2002  | 2004  | 2005  | 2008  |
| ----- | ----- | ----- | ----- | ----- | ----- | ----- | ----- | ----- | ----- |
| 1.978 | 2.010 | 1.978 | 1.966 | 1.954 | 1.915 | 1.907 | 1.905 | 2.011 | 2.324 |

## Administration
| Période                                  | Période | Identité                   | Étiquette | Qualité |
| ---------------------------------------- | ------- | -------------------------- | --------- | ------- |
| 1979                                     | 1983    | Carmen Gimeno Soler        | UCD       |         |
| 1983                                     | 1999    | David Chordá Pitarch       | PSPV-PSOE |         |
| 1999                                     | 2007    | María Vicenta Llanes Pérez | PSPV-PSOE |         |
| Les données manquantes sont à compléter. |         |                            |           |         |

## Économie
Depuis le début de ce siècle les terres agricoles sont peu à peu reconverties en espaces urbains ou industriels. La culture des agrumes occupe encore 148 hectares dont 94 % bénéficient de l’irrigation ; la culture de l’oranger laisse peu à peu la place à celle du mandarinier. Le reste de l’économie s’appuie sur l’industrie du conditionnement et de la transformation des produits agricoles.

## Patrimoine historique

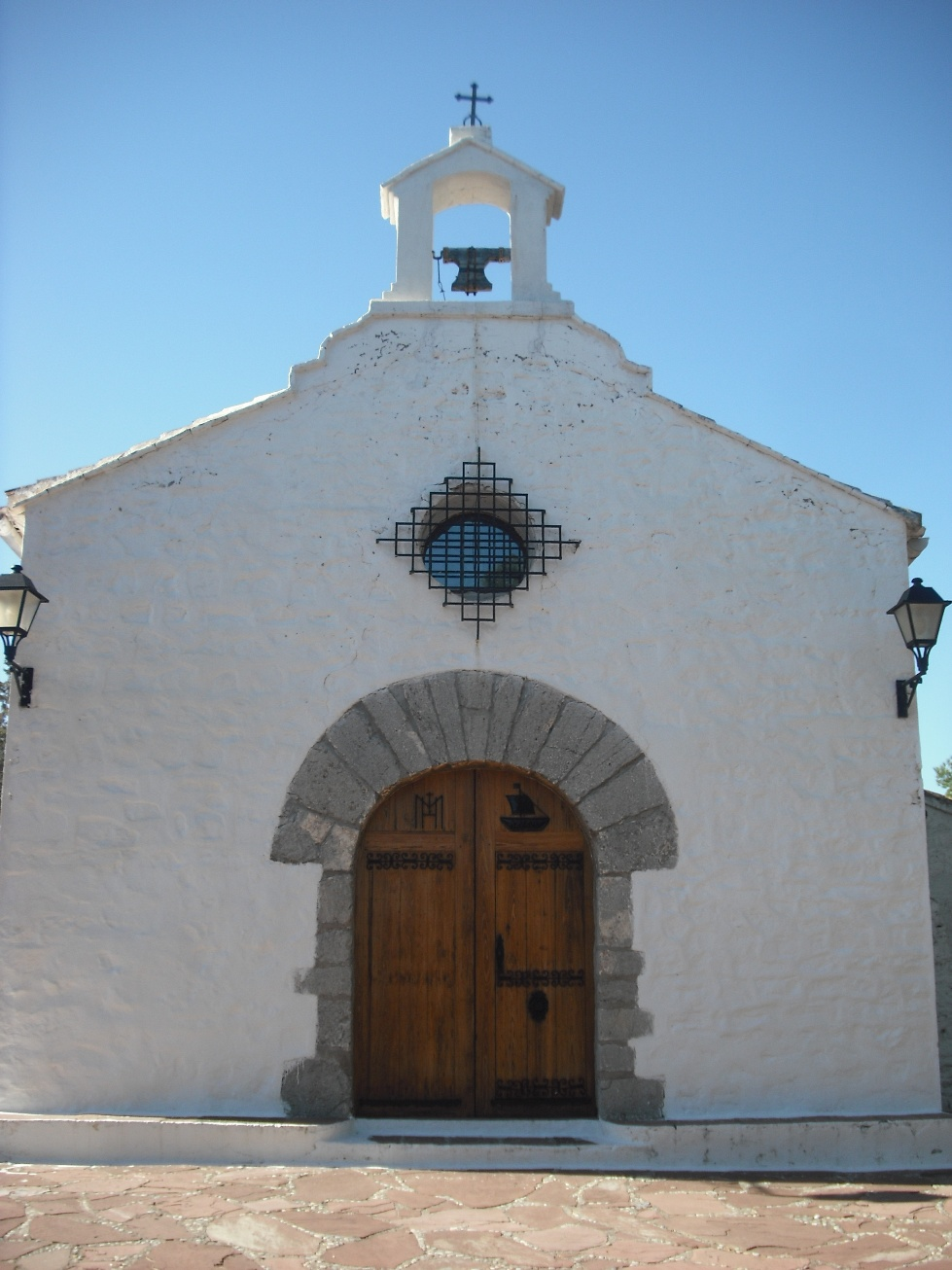
Façade de l'ermitage du Buen Suceso.

- Le Palacio Vives est un édifice qui date du début du XVIIe siècle. À l’origine, il s’agissait de la maison fortifiée qui servait de résidence aux seigneurs locaux. Sa construction fut effectuée par le génois Andrea Lurago[4]. À l’origine il présentait un plan carré avec un patio central et une tour placée sur chacun des quatre angles. Il ne reste plus aujourd’hui que la tour nord-est et que quelques façades et murs intérieurs sur lesquels se détachent des arcs et des chapiteaux[3]. Il est classé au Patrimoine historique espagnol[5] et se trouve actuellement en cours de restauration.

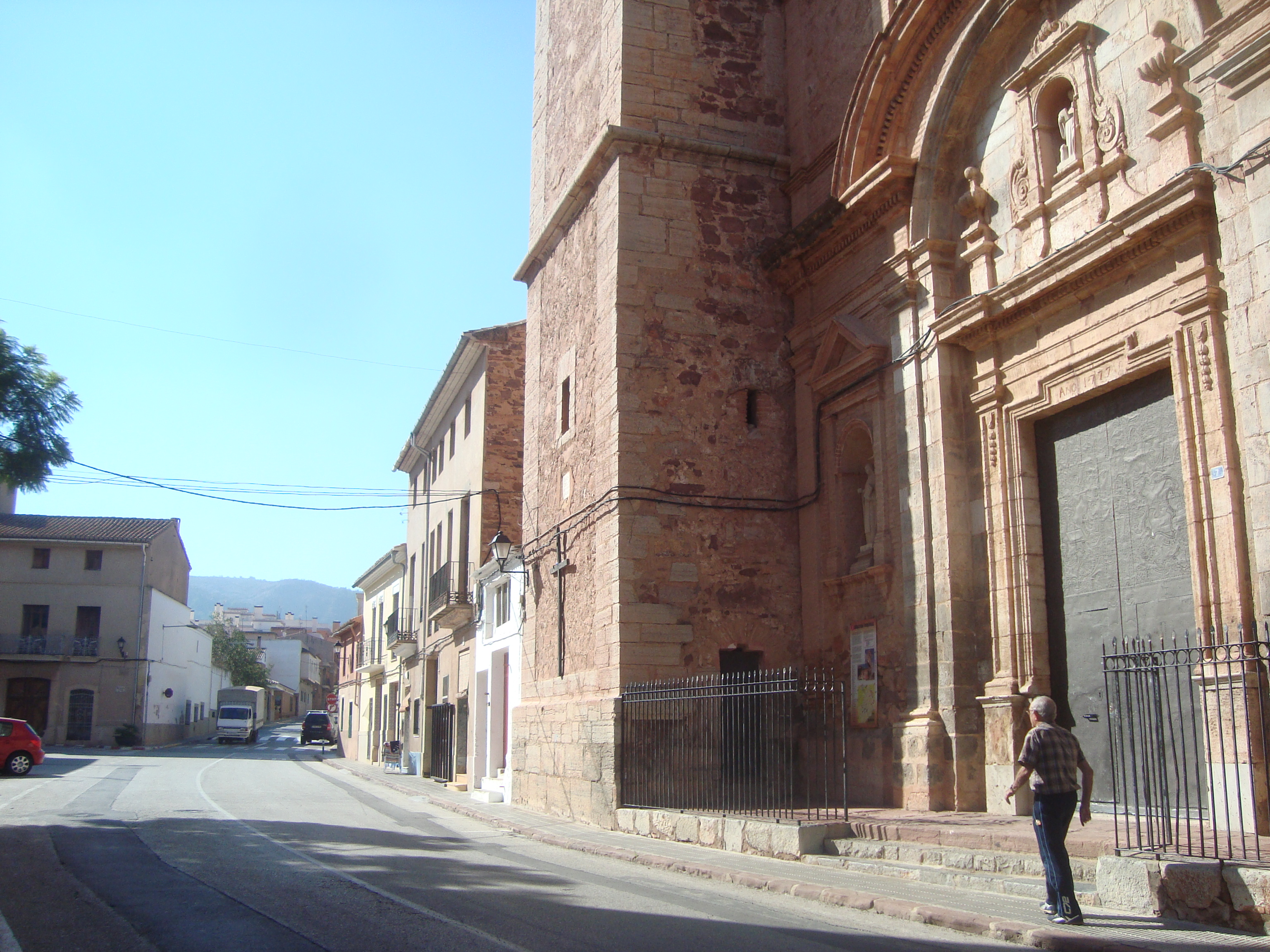
Benifairó de les Valls (Camp de Morvedre, València)

- L’église paroissiale Saint-Gilles (Benifairó de les Valls)Benifairó de les VallsBenifairó de les Valls (Camp de Morvedre, València)L’église paroissiale Saint-Gilles : de style baroque aragonais, elle date du XVIIIe siècle. Sa façade n’a pas la simplicité habituelle du style valencien. Elle combine des influences baroques tardives et des influences néoclassiques ; son clocher n’a été construit qu’au début du XIXe siècle. L’édifice se compose d’une nef, de deux bas-côtés et d’un transept au-dessus duquel s’élève une coupole sans tambour. La voûte est en berceau et la nef central est éclairée par des lunettes. Les piliers sont de style corinthien. Une autre coupole s’élance au-dessus de la chapelle de la communion où l’on vénère la sainte patronne de la Vierge du Bon Secours[4].

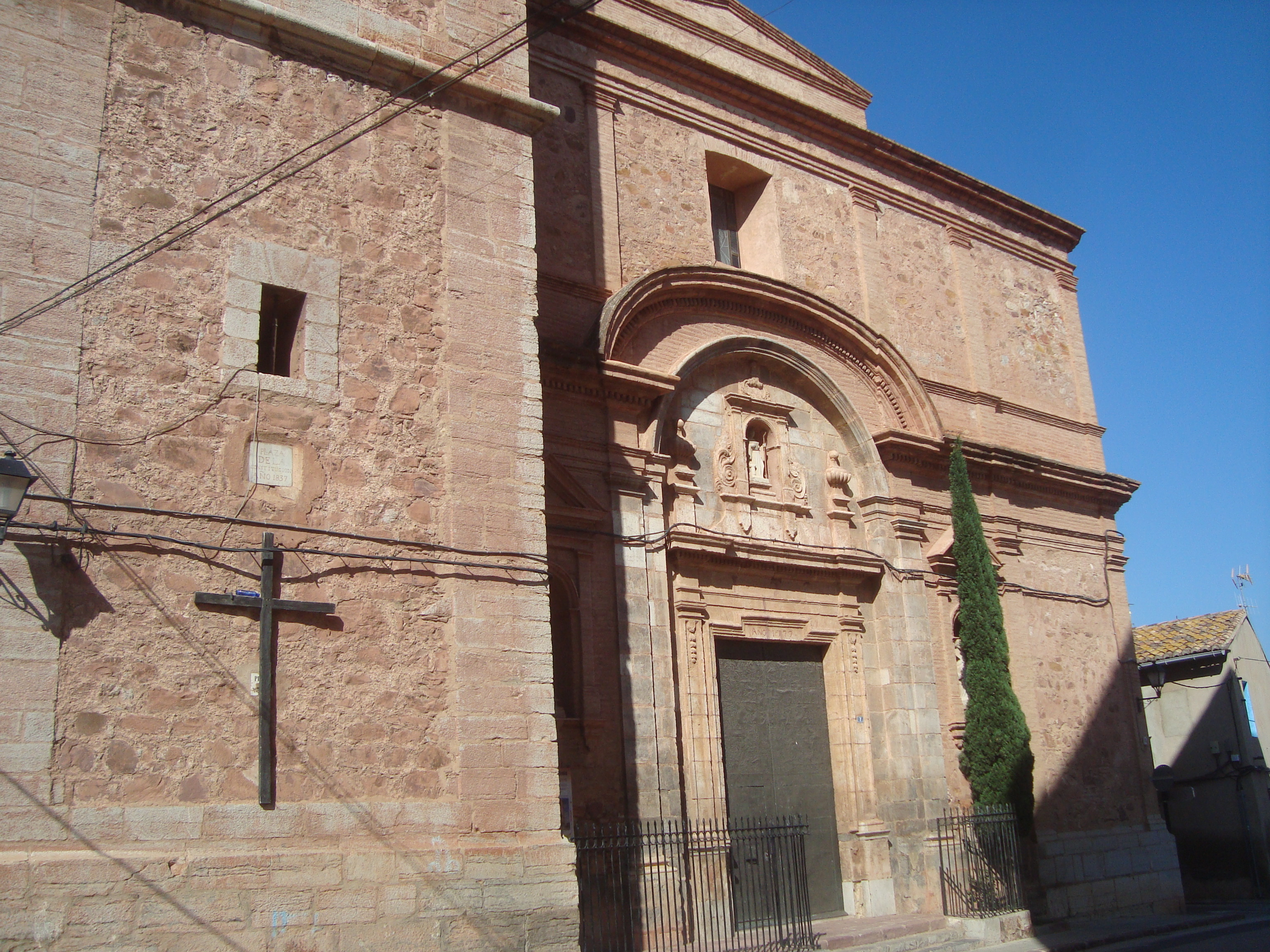
L’église paroissiale Saint-Gilles (Benifairó de les Valls)

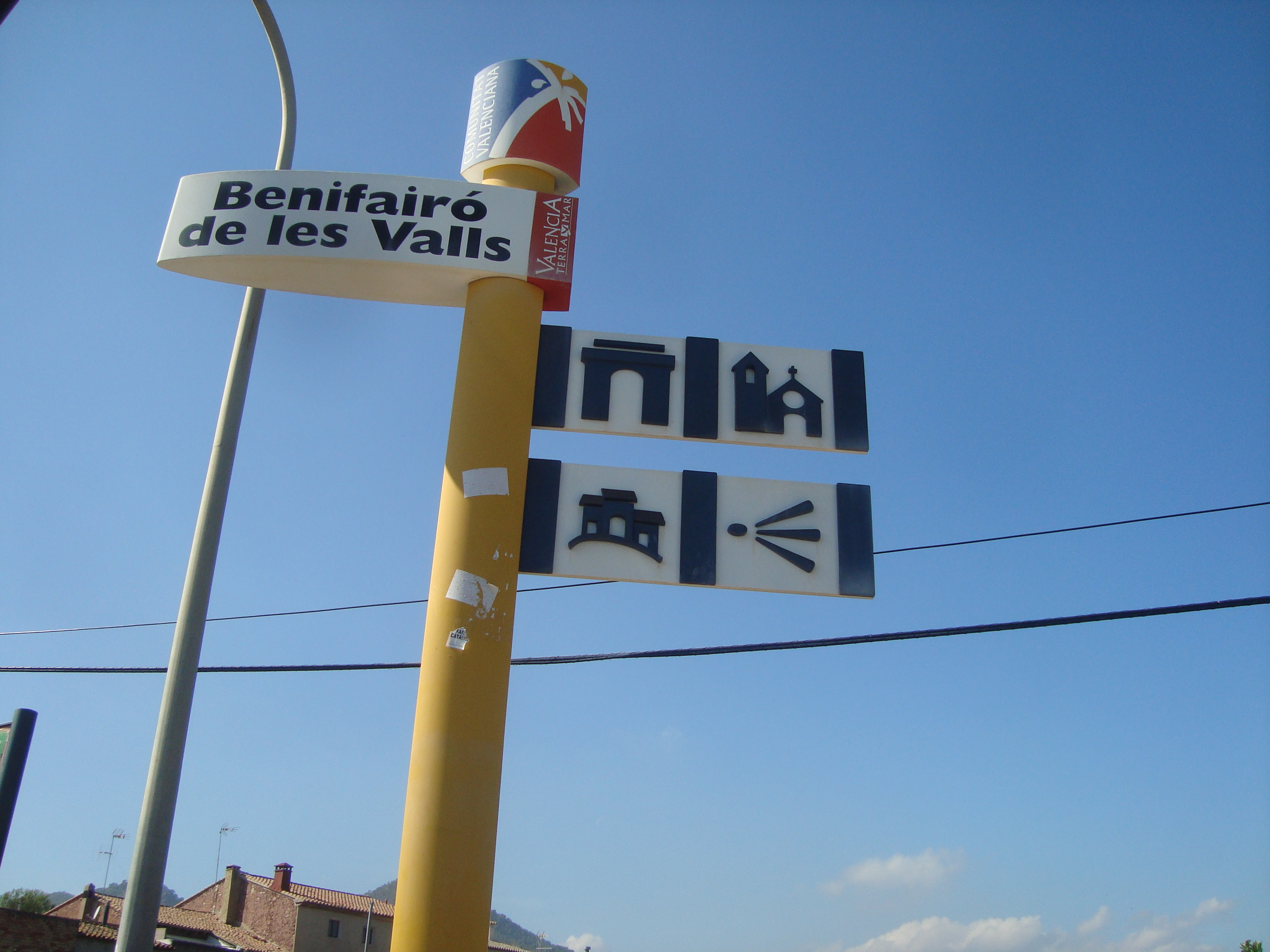
Benifairó de les Valls

- L’ermitage du Buen Suceso: situé en haut d’une butte, il date du XVIIe siècle[2]. C’est un bel exemple du baroque valencien. On y monte par un escalier de 189 marches[4].

- La Maison Guarner : est une vieille maison du XVIIIe siècle qui appartenait à la famille Musoles. Sa structure suit le schéma valencien traditionnel. Son dernier occupent fut Lluís Guarner, qui ajouta une bibliothèque et décora l’intérieur et le jardin avec des antiquités et des œuvres d’art. Elle appartient aujourd’hui à la fondation Bancaja qui y organise expositions, concerts, concours, hommages et autres rencontres[4].

- La Maison Sánchez Coello : Il s’agit de la maison natale d’Alonso Sánchez Coello, qui fut le peintre personnel de Philippe II d’Espagne. En 2004 des travaux ont été entrepris pour maintenir sa structure et ses éléments originaux. Elle a été transformée en Espace Culturel le 30 octobre 2009[4].

- La Maison Perentori: C’est un moulin à huile qui date du XVIe siècle. Elle est aujourd’hui transformée en musée ethnographique ouvert au public pendant les grandes fêtes[4].

## Personnalités
- Alonso Sánchez Coello (1531-1588): Peintre attitré de Philippe II d'Espagne.
- Julián Gorkin (1901-1987): Journaliste et homme politique, cofondateur du Parti Communiste Espagnol et du POUM.
- Lluís Guarner (1902-1986): Écrivain, poète et essayiste, souscripteur des Normas de Castellón de 1932

### Sources
- (es) Cet article est partiellement ou en totalité issu de l’article de Wikipédia en espagnol intitulé « Benifairó de los Valles » (voir la liste des auteurs).